# Manne Siegbahn
Karl Manne Georg Siegbahn (ur. 3 grudnia 1886 w Örebro, zm. 26 września 1978 w Sztokholmie) – szwedzki fizyk, laureat Nagrody Nobla w dziedzinie fizyki w roku 1924.

## Życiorys
Od 1920 roku był profesorem Uniwersytetu w Lund, następnie Uniwersytetu w Uppsali. Od 1937 roku zajmował stanowisko dyrektora Instytutu Fizyki Doświadczalnej Szwedzkiej Królewskiej Akademii Nauk w Sztokholmie. Był m.in. członkiem Royal Society, Royal Society of Edinburgh, Francuskiej Akademii Nauk, Akademii Nauk ZSRR (od 1958) i innych towarzystw naukowych. Otrzymał Hughes Medal (1934), Rumford Medal (1940) i inne
W pracy naukowej zajmował się przede wszystkim spektroskopią promieniowania rentgenowskiego, za co został wyróżniony w 1924 roku Nagrodą Nobla. Odkrył m.in. serię M promieniowania X (promieniowanie „miękkie”, długofalowe, mniej przenikliwe) oraz opracował metodę pomiaru długości fali promieniowania X.
Jego synem był Kai M. Siegbahn, laureat Nagrody Nobla w 1981 roku.